# Russula subsect. Olivaceinae
Russula subsect. Olivaceinae ist eine Untersektion aus der Gattung Russula, die innerhalb der Sektion Alutacea steht.

## Merkmale
Die Vertreter der Untersektion Olivaceinae sind mittelgroße bis große, fleischige Täublinge. Der Hut kann bis zu 20 cm breit sein. Der Hutrand ist stumpf oder gerundet. Das feste und mild schmeckende Fleisch bräunt oder gilbt ein wenig im Schnitt. Es verfärbt sich mit Phenol purpurrot bis weinrot. Der Stiel ist weiß oder rötlich überlaufen. Das Sporenpulver ist gelb.
Die Sporen sind dornig, stachelig oder warzig ornamentiert, wobei die Warzen isoliert oder teilweise netzig oder gratig verbunden sind. Weder die Stielrinde noch die Huthaut (Epicutis) enthalten Dermatozystiden, mitunter können aber in der Huthaut inkrustierte (Pseudo)-Primordialhyphen nachgewiesen werden. In den Lamellen sind die Zystiden zwar reichlich vorhanden, sie färben sich aber mit Sulfovanillin nur teilweise oder nur schwach an.

### Mykorrhizaanatomie
Die Ektomykorrhizen sind regelmäßig monopodial-pinnat (gefiedert) verzweigt und hell rotbraun gefärbt. Die Oberfläche ist glatt bis wollig, Zystiden fehlen. Die äußere und mittlere Mantelschicht ist pseudoparenchymatisch und wird von irregulär geformten und ineinandergreifenden Zellen gebildet. Gloeoplere Zellen sind selten oder fehlen ganz, wenn sie häufiger sind, dann färben sie sich mit Sulfovanillin nur schwach grau bis braun an. Der Mantel ist von einem stark entwickelten Hyphennetz bedeckt, das aus geweihartig verzweigten Hyphen besteht. Weite Bereiche des Hyphennetzes können dicht mit Bodenpartikeln durchsetzt sein. Alle Septen sind einfach, Schnallen fehlen.
Die Typart ist Russula olivacea Fr., der Rotstielige Leder-Täubling.
| M. Bon | H. Romagnesi |
| ------ | ------------ |
|        |              |

### Systematik
Das Taxon Olivaceinae hat bei Bon, Singer und Sarnari den Rang einer Untersektion und bei Romagnesi den Rang einer Sektion. Die Stellung des Taxons ist aber sehr umstritten. Bei Bon steht es in der Sektion Alutaceae, bei Singer in dessen großer Sektion Russula, bei Sarnari wiederum in der Sektion Amethystinae und bei Romagnesi schließlich in der Untergattung Polychromidia. Die Mykorrhiza-Anatomie zeigt die größte Ähnlichkeit mit der Mykorrhiza-Anatomie des Harten Zinnober-Täublings (Russula rosea). Molekulare Arbeiten bestätigen aber keine nähere Verwandtschaft mit dieser Gruppe. Sicher ist, dass die Olivaceinen mit den anderen Ledertäublingen weniger verwandt sind, als man es aufgrund ihrer äußeren Erscheinung vermuten würde.
| Deutscher Artname                                                         | Wissenschaftlicher Artname | Autor                  |
| ------------------------------------------------------------------------- | -------------------------- | ---------------------- |
| Glänzender Leder-Täubling                                                 | Russula alutacea           | (Fr.) Fr. (1838)       |
| Weinbrauner Täubling                                                      | Russula vinosobrunnea      | (Bres.) Romagn. (1967) |
| Rotstieliger Leder-Täubling                                               | Russula olivacea           | (Schaeff.) Fr. (1838)  |
| Mit einem Stern (*) gekennzeichnete Arten sind nicht allgemein anerkannt. |                            |                        |